# Norman Holmes
Norman Holmes (Melbourne, 5 ottobre 1949) è un ex tennista statunitense.

## Carriera
Nato in Florida ma ha giocato a tennis a livello collegiale per l'università della Georgia conquistando quattro titoli all-SEC. È sceso in campo nel circuito principale durante gli anni 1970 raggiungendo il terzo turno sia agli US Open 1971 che a Wimbledon 1973, in carriera ha affrontato tennisti del calibro di Rod Laver, Jimmy Connors e John McEnroe; quest'ultimo riporta nella sua autobiografia di essere rimasto impressionato dall'impegno e l'agonismo messo in campo da Holmes.
Vanta un miglior ranking alla posizione 70 raggiunta nel 1976, in stagione ha raggiunto i quarti di finale sia a Khartum che a Bournemouth.